# Castianeira cyclindracea
Castianeira cyclindracea is een spinnensoort uit de familie van de loopspinnen (Corinnidae).
De wetenschappelijke naam van de soort werd in 1896 gepubliceerd door Eugène Simon, die de geslachtsnaam als "Castaneira" spelde.